# Kolčnica
Kolčnica (latinsko os coxae) je kost medeničnega obroča, zgrajena iz treh delov: črevnice (os ilii), sednice (os ischii) in sramnice (os pubis). Na zunanji strani ima kolčnica globoko sklepno ponev (acetabulum), kjer se stikajo vse tri kosti in predstavlja sklepno ploskev za glavo stegnenice. Do pubertete so vse tri kosti samostojne in spojene med seboj s hialinim hrustancem v obliki črke Y v sklepni povici. Pod sklepno ponvijo je velika odprtina (foramen obturatum).